# Ивановское (Днепровское сельское поселение)
Ивановское — деревня в Новодугинском районе Смоленской области России. Входит в состав Днепровского сельского поселения. Население — 80 жителей (2007 год).
Расположена в северо-восточной части области в 27 км к юго-западу от Новодугина, в 24 км западнее автодороги Р134 «Старая Смоленская дорога» Смоленск — Дорогобуж — Вязьма — Зубцов, на берегу реки Людовня. В 28 км северо-восточнее деревни расположена железнодорожная станция Новодугино на линии Вязьма — Ржев.

## История
В годы Великой Отечественной войны деревня была оккупирована гитлеровскими войсками в октябре 1941 года, освобождена в марте 1943 года.